# Sportåret 1822

## Händelser

### Boxning

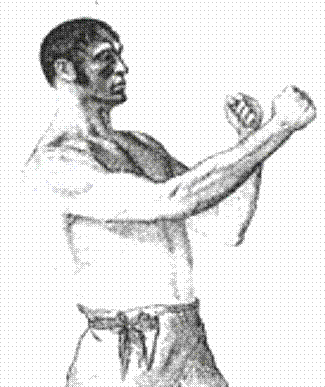
Tom Spring.

- 7 maj – Peter Crawley besegrar Southern's Bully i Chester Races. Matchen varar i 50 minuter.[1]

- 18 maj – Tom Cribb drar sig tillbaka och ger upp sin engelska mästerskapstitel i tungvikt.[2] Han nominerar Tom Spring som sin efterträdare.[3]

- 12 juni – Jem Ward besegrar Dick Acton i Moulsey Hurst. Matchen varar i 14 och en halv minut över sex ronder.[4]

- 10 september – Jem Ward besegrar Jem Burke i Harpenden. Matchen varar i sju minuter över sju ronder.[4]

- 22 oktober – Bill Abbott besegrar Jem Ward i Moulsey Hurst. Matchen varar i 22 ronder.[4]